# Andrew Moss
Andrew "Andy" Moss es un actor inglés, más conocido por haber interpretado a Rhys Ashworth en la serie Hollyoaks.

## Biografía
Estudió en el North Cheshire Theatre College donde obtuvo un diploma en drama.

## Carrera
Andrew es miembro de la banda llamada "Empire".
En el 2005 apareció de forma regular en la serie Cutting It donde interpretó a Craig Gutteridge
El 4 de octubre de 2005 se unió al elenco principal de la exitosa serie británica Hollyoaks donde interpretó a Rhys Ashworth, hasta el 15 de noviembre de 2012 luego de que su personaje muriera al quedar aplastado luego de que la van que manejaba Maddie Morrison chocara en el lugar donde se celebrara la boda de Ste y Doug y de Tony y Cindy. En el 2009 Andrew interpretó de nuevo a Rhys, esta vez en el spin-off de la serie llamado "Hollyoaks Later".
En abril del 2016 apareció como personaje recurrente en la serie médica Doctors donde da vida a Paul.

## Filmografía

### Series de televisión
| Año             | Título                                        | Personaje        | Notas                     |
| --------------- | --------------------------------------------- | ---------------- | ------------------------- |
| 2016 - presente | Doctors                                       | Paul             | -                         |
| 2015            | Deep Cuts                                     | Jimmy Heywood    | 3 episodios               |
| 2005 - 2012     | Hollyoaks                                     | Rhys Ashworth    | 472 episodios             |
| 2008 - 2009     | Hollyoaks: Later                              | Rhys Ashworth    | 6 episodios               |
| 2009            | Hollyoaks: The Morning After the Night Before | Rhys Ashworth    | tv serie                  |
| 2005            | Hollyoaks: No Going Back                      | Rhys Ashworth    | tv serie                  |
| 2005            | Doctors                                       | David Leavis     | episodio "Indestructible" |
| 2005            | Cutting It                                    | Craig Gutteridge | 5 episodios               |

## Premios y nominaciones
| Año  | Categoría             | Premio                    | Serie     | Resultado |
| ---- | --------------------- | ------------------------- | --------- | --------- |
| 2006 | Most Popular Newcomer | National Television Award | Hollyoaks | Nominado  |